# 中川暢三
中川 暢三（なかがわ ちょうぞう、1955年（昭和30年）11月30日 - ）は、日本の政治家。兵庫県加西市長（2期）、北条鉄道代表取締役社長、大阪市北区長等を務めた。

## 経歴
1955年11月30日、兵庫県加西市生まれ。兵庫県立北条高等学校、信州大学経済学部卒業。1979年、鹿島建設に入社。
1980年、創設後間もない松下政経塾に入塾（第1期生、2年後に退塾)。塾友会の同期生には野田佳彦（第95代内閣総理大臣・立憲民主党衆議院議員）、逢沢一郎（自由民主党衆議院議員）、鈴木康友（静岡県知事、前静岡県浜松市長）、小野晋也（元衆議院議員）らがいる。元財務大臣で東洋大学総長だった塩川正十郎にも影響を受けた。2002年、長野県知事選に立候補するも落選。2003年、大阪市長選に立候補するも落選。

### 加西市長時代
2005年5月、出身地である兵庫県加西市の市長選に立候補し、現職の柏原正之を破り初当選。多くの選挙で落選を繰り返していた新人が現職を破ったことから、当時は「泡沫候補が勝った」と話題になった。
2007年4月、市長が職員を不正に採用したとする疑惑が報道されたことをきっかけに、同月、加西市議会で百条委員会が開かれ市長不信任決議を受けた。中川はこれに対抗し議会を解散させたが、出直し市議選ではほとんど同じ市議が再選され中川に対する二度目の不信任決議が可決されて市長を失職した。中川は「採用のあり方をただしたものであり、不正採用はむしろ議長らが関与して過去の加西市にあった」として、自身の身の潔白と改革続行を訴えた出直し市長選で再選を果たした。
2011年5月、3期目の市長選では、市役所業務の多くを民間に移行する包括的民間委託、環境と景観のまちづくり、ICT（行政のデジタル化）や自動運転など先駆的な技術を取り入れた『プラチナ都市構想』を掲げて3選を目指したが、元加西市職員の西村和平に敗れて落選をした。
市長在職中は、隣接市町の農業者などから構成された加古川西部土地改良区の理事長を務めた他、兵庫県や加西市などが出資する第三セクター北条鉄道株式会社の社長も務めた。

### 市長退任後
退任後は政策シンクタンク「一般社団法人兵庫総合研究所」を設立し理事長に就任するも、大阪市北区長就任に際して政策顧問となった。大阪市長に当選した橋下徹が実施した大阪市下24区長の公募により、2012年より北区長を務めた。北区長就任後、北区役所の課長8人が、中川区長についていけないと、2013年3月に反発した課長8人は、自主早期退職した。2014年2月に、他区の区長2人と共に、
橋下市長より、2014年3月末で退職するように勧告されたが、反発して2014年2月末に、4月の大阪市長選に出馬するとしては自主退職した。当初は3月1日付け退職するとしていたが、2月末退職になった。
2014年2月、橋下の辞職に伴う出直し大阪市長選挙への立候補も視野に入れ、橋下の辞職に合わせて中川も北区長を辞任したが、出馬を見送った。しかし、以後様々な選挙に立候補した。
2015年4月、大阪市議会議員選挙（北区選挙区）に出馬したが、6人中最下位で落選。
2015年11月、大阪市長選挙に出馬したが落選。
2016年7月、東京都知事選挙に出馬したが落選。
2017年7月、兵庫県知事選挙に出馬したが落選。
同年7月、神戸市長選挙に出馬したが落選。
2018年4月、西宮市長選挙に出馬したが落選。
2019年2月、小野市長選挙に出馬したが落選。
同年5月、加西市長選挙に出馬したが落選。
同年7月、三田市長選挙に出馬したが落選。
2021年7月、兵庫県知事選挙に出馬したが落選。この選挙出馬表明の際、高齢などによる衰えなどを理由に、これをもって政治生命を終えると表明していた。
同年10月、神戸市長選挙に出馬したが5人中3位で落選。
2022年11月、翌2023年4月に行われる芦屋市長選挙にJR芦屋駅南の再開発などに反対する市民団体が中川の推薦を決めたと発表した。ただし、「自分より優れた候補者がいれば辞退する」と述べている。その後、芦屋市長選挙と同日行われた明石市長選挙に出馬したが落選。
2024年10月、兵庫県知事選挙に出馬表明。同月29日、「選挙の構図をシンプルにし、斎藤さんだけには当選してほしくないという思いで、断腸の思いで立候補を辞退する」と述べ、不出馬の意向を表明した。

## 著書
- 『「間違いだらけの政治家選び」 無関心とポピュリズム政治が日本を滅ぼす』（2019年1月22日、ギャラクシーブックス）ISBN 978-4866664132
- 『ツケは必ずあなたに回る　政治に無関心な人たちへ』（2019年1月31日、はるかぜ書房）ISBN 978-4909818041
- 『絆の政治学　たおやかな女性力が日本を変える』（2020年6月19日、propus）ISBN 978-4909902566